# Alt Tellin
Alt Tellin – gmina w Niemczech, w kraju związkowym Meklemburgia-Pomorze Przednie, w powiecie Vorpommern-Greifswald, wchodząca w skład Związku Gmin Jarmen-Tutow.
Części gminy:
- Alt Tellin
- Broock
- Buchholz
- Hohenbüssow
- Neu Buchholz
- Neu Tellin
- Siedenbüssow

Pierwsza wzmianka o miejscowości Tellin (zapisanej jako Tellyn) pochodzi z 1493 roku i dotyczy mianowania nowego proboszcza dla miejscowej parafii. Po wprowadzeniu na Pomorze reformacji w 1534 roku Tellin podlegało parafii w pobliskim Daberkow. W związku z powstaniem osady Neu Tellin (neu „nowy”), od 1829 roku stosowana jest nazwa Alt Tellin (alt „stary”).